# 詹姆斯·威克斯
詹姆斯·希金森·威克斯（英語：James Higginson Weekes，1911年9月11日—1977年6月13日），生于纽约州，美国前男子帆船运动员。他曾代表美国参加1948年夏季奥林匹克运动会帆船比赛，获得6米级金牌。